# Jean de Préchac
Jean de Préchac (* 1647 in Buzy; † 19. November 1720 in Pau) war ein französischer Schriftsteller.

## Leben und Werk
Jean de Préchac verbrachte seine Jugend als Soldat und auf Reisen. 1676 wurde er Lektor von Philippe I. de Bourbon, duc d’Orléans, Bruder des Königs, dann Sekretär und Spanischlehrer von Marie Louise d’Orléans, dessen Tochter und spätere Königin von Spanien. Von 1677 bis 1688 veröffentlichte er 30 Bände galanter erzählender Prosa, von denen nur wenige moderne Ausgaben erlebten. Am bekanntesten blieb L’Illustre Parisienne, worin er das Leben eines Pariser Normalbürgers darstellen wollte. In anderen Erzählungen band er Liebesgeschichten in historische Ereignisse ein. Mehrere seiner Geschichten wurden auch ins Deutsche übersetzt. Nach dem Urteil von Alain Niderst kann Préchac als Vorläufer des historischen und realistischen Romans des 19. Jahrhunderts gelten, war jedoch im Schreiben nachlässig und ohne künstlerischen Ehrgeiz.

## Werke

### Moderne Ausgaben
- L’Illustre Parisienne. Histoire galante et véritable. Slatkine, Genf 1980. (Vorwort von René Godenne)
- Les désordres de la Bassette. Nouvelle galante. Slatkine, Genf 1980. (Vorwort von René Godenne)
- Contes moins contes que les autres précédés de L’illustre Parisienne. Hrsg. Françoise Gevrey. Société des textes français modernes, Paris 1993. (kritische Ausgabe)
- La valise ouverte. In: Marie-Catherine de Villedieu: Le portefeuille. Hrsg. Nathalie Grande. Publications de l’Université de Saint-Étienne, Saint-Étienne 2011.

### Ins Deutsche übersetzte Ausgaben
- (1679) Le Triomphe de l’amitié, histoire galante.
- (1680) Le voyage de la reine d’Espagne, nouvelle historique.
  - (deutsch) Zwey anmuthige und warhaffte Liebs-Historien. Die erste genand, die triumphirende Freundschafft. Die andere, die Reise der Königin in Hispanien. Tauber, Nürnberg 1682. (übersetzt von Christian Heychelin)
- (1685) Le Seraskier Bacha, nouvelle du temps, contenant ce qui s’est passé au siège de Bude.
  - (deutsch) Der in seine Venus hochverliebte Mars, Seraskier Bassa. Nach dessen Auferziehung an dem Ottomanischen Hofe, Beförderung zu der bißhero bedienten Generalats-Würde, verrichtete Kriegs-Thaten, und mitten unter dem Waffen-Getümmel treubeständiggeführten Liebes-Wandel. Zieger, Nürnberg 1685. Hansebooks GmbH, Norderstedt 2017.
- (1684) Cara Mustapha, grand vizir, histoire contenant son élévation, ses amours dans le serrail, ses divers emplois, le vrai sujet qui lui a fait entreprendre le siège de Vienne, et les particularitez de sa mort.
  - (deutsch) Des Groß-Vezirs Cara Musthapha Historie. Worinnen kürtzlich enthalten / desselben Erziehung / Liebesgeschichte im Serrail, verschiedene Bedienungen / wahre Ursache / warumb er sich die Belägerung der Stadt Wien unternommen / und wie bald darnach / auch mit was Umbständen / seines Lebens Ende erfolget. Auß dem im verwichenen Jahr zu Paris heraußgegebenen exemplar ins Teutsch übersetzet. Wolffen, Hamburg 1685.
- (Original nicht ermittelt)
  - (deutsch) Die so vergnügt- als betrübte Betrogene / In Einer Anmuthigen Und Sinnreichen Liebes-Geschicht vorgestellet. Ohne Ort 1686.
- (1685) L’Illustre Gênoise, nouvelle galante.
  - (deutsch) Die Durchleuchtige Genueserin, Oder Die ungemeine Treue. Zieger, Nürnberg 1687.
- (1681) Le Beau Polonois, nouvelle galante.
  - (deutsch) Der schöne Pohlack. In einer gantz neu- und galanten Liebes-Geschicht vorgestellet. Und zwar erstlich in Frantzösischer Sprache durch eine curiose Feder beschrieben. Anjetzo aber wegen seiner Annehmlichkeit und curiösen Avanturen in die Hoch-teutsche Sprache übersetzet. Peter Marteau Witwe, Köln 1711. (übersetzt von P. Leander)